# 伊萬·克拉瓦
伊萬·克拉瓦（Ivan Kelava）是克羅地亞的一位足球運動員。在場上司職守門員。

## 外部連結
- 伊萬·克拉瓦在BDFutbol中的档案
- 伊萬·克拉瓦克羅埃西亞足球總會網站（英語）
- 伊萬·克拉瓦在FootballDatabase.eu中的档案
- Soccerway資料庫：伊萬·克拉瓦
- 伊萬·克拉瓦在RomanianSoccer.ro和StatisticsFootball.com上的資料